# Římskokatolická farnost Stařeč
Římskokatolická farnost Stařeč je územní společenství římských katolíků ve Starči, s farním kostelem sv. Jakuba Staršího.

## Území farnosti
Do farnosti náleží území těchto obcí:
- Čechočovice,
- Kracovice s kaplí Panny Marie,
- Krahulov s filiálním kostelem svatého Petra,
- Mastník s kaplí Panny Marie,
- Stařeč s farním kostelem a kaplí Svaté Rodiny.

## Historie farnosti
Stařečský kostel byl původně pozdně románský. V letech 1734-1754 byl kostel přestavěn.

## Duchovní správci
V letech 1953–1989 byl farářem R. D. Jaroslav Krejčíř, který přišel ze Šaratic. Od 1. srpna 2012 vykonával funkci faráře R. D. Mgr. Stanislav Mahovský. Od 1. srpna 2022 byl administrátorem farnosti R. D. Jiří Dobeš, farář farnosti Třebíč-město a děkan třebíčského děkanství. 1. srpna 2025 se stal novým administrátorem farnosti R. D. Josef Novotný.

## Bohoslužby
| Kostel                     | Místo  | Bohoslužba                  | Bohoslužba       | Poznámka     |
| -------------------------- | ------ | --------------------------- | ---------------- | ------------ |
| Kostel sv. Jakuba Staršího | Stařeč | neděle pondělí středa pátek | 10.30 7.00 17.00 | farní kostel |

## Aktivity ve farnosti
Dnem vzájemných modliteb farností za bohoslovce a bohoslovců za farnosti brněnské diecéze je 14. duben. Adorační den připadá na 3. února.
Ve farnosti se pravidelně koná tříkrálová sbírka. V roce 2019 činil její výtěžek v obci Stařeč 40 426 korun.